# Gaval dash

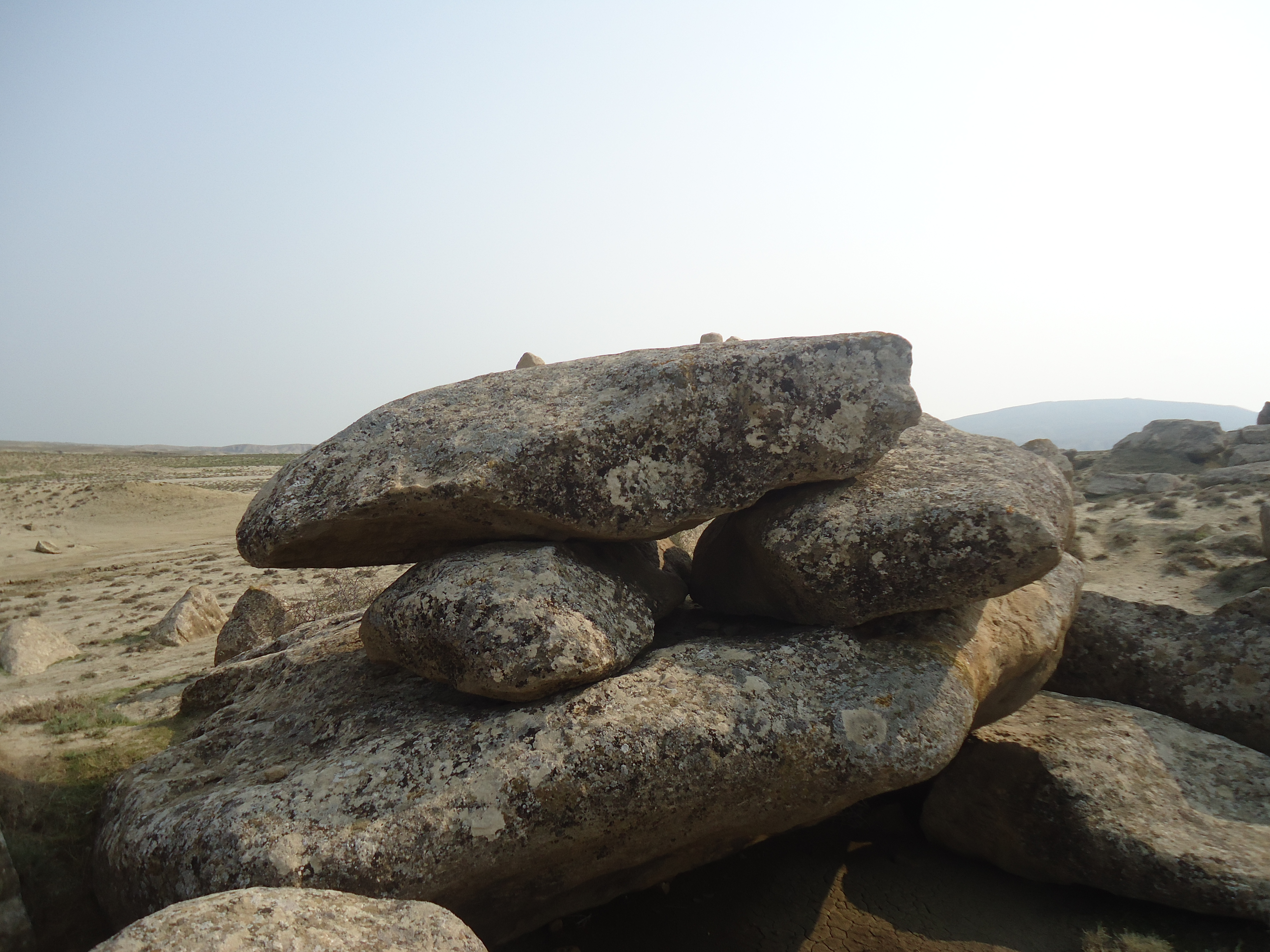
Empilement de gaval dash (photo prise en 2017).

Le gaval dash est une pierre musicale naturelle qui ne se trouve que dans le Gobustan (Azerbaïdjan). Dispersées parmi des « livres de pierres » que forment les milliers de peintures rupestres, on trouve ces grandes pierres plates. Il suffit de les toucher avec un petit caillou et des sons ressemblant à celui d'un tambourin s'en échappent .
Ces pierres se sont formées sous l'influence d'une combinaison unique du climat et de l'existence de gisements de pétrole et de gaz naturel caractéristiques de cette région d'Azerbaïdjan.